# Ultimo miglio

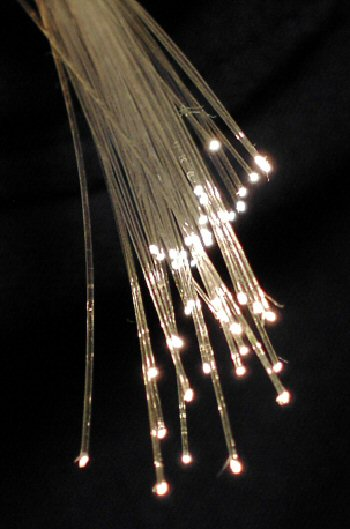
Fibre Ottiche

In telecomunicazioni, con la locuzione ultimo miglio (in inglese last mile), si intende la tratta di cavo che connette le centrali telefoniche agli utenti finali ovvero la parte di rete telefonica nota come rete di accesso.
Riferito solitamente alle telecomunicazioni, è visto tipicamente come una sfida di investimento tra le compagnie telefoniche, a causa dei costi di messa in opera dei cavi che corrono lungo l'ultimo miglio e soprattutto a causa degli aspetti economici che derivano dalla sua proprietà; per esempio, in termini di costi aggiuntivi applicati dal proprietario (operatore dominante) del cavo per consentirne lo sfruttamento da parte dei vari altri operatori.

## Sistemi di copertura
I sistemi fisici per effettuare la copertura dell'ultimo miglio sono molteplici:
- Il doppino telefonico in rame. Questo è normalmente sufficiente per collegamenti telefonici o telematici con capacità ridotte.
- Cavi a trasmissione ottica, usati per collegamenti ad alta velocità.
- Cavo coassiale, per reti ibride ottico-coassiali.
- Wireless (senza cavi).

## Liberalizzazione
Un primo provvedimento di liberalizzazione dell'ultimo miglio imponeva all'operatore dominante dapprima di aprire la propria rete al traffico degli altri operatori, poi l'obbligo di contrarre con i concorrenti un contratto di "affitto" della capacità della rete sia per il traffico voce che per quello Internet. La gestione della rete in questo modo restava in capo al proprietario, che poteva più o meno deliberatamente penalizzare il servizio offerto a clienti di società concorrenti, ad esempio con limitazioni della banda Internet, interruzioni o riduzioni della qualità vocale delle chiamate voce.
La successiva direttiva UE sull'unbundling ha consentito ai vari operatori di installare le proprie centrali telefoniche, accanto a quelle del proprietario della rete, nei centri di raccolta e smistamento del traffico telefonico e Internet. In questo modo una rete concorrente può essere gestita direttamente dall'operatore proprietario senza incorrere nei problemi sopradetti.
Il costo di alcuni sistemi di copertura, in modo particolare di reti su doppino, rende alcune reti non replicabili perché nessun operatore ha la convenienza economica a costruire una rete con estensione geografica capillare.  Nonostante la rimozione dei potenziali ostacoli alla concorrenza, in questi casi non cresce il numero di operatori che raggiungono il cliente con una loro rete proprietaria. Se gli operatori condividono la stessa rete, sono contenuti i differenziali di costo e qualità del servizio e dell'assistenza, fra i quali l'utente può scegliere.

### In Italia
In Italia la maggior parte della cablatura telefonica è stata realizzata in regime di servizio universale da una serie di aziende poi confluite in SIP. Telecom Italia, nata dalla privatizzazione di SIP, ne ereditò la posizione monopolistica, oltre che la quasi totalità dell'infrastruttura telefonica in rame. Negli anni sono state ventilate varie ipotesi di scorporo della rete (creando una società separata, in maniera analoga allo scorporo di Terna da Enel o di RFI dalle Ferrovie dello Stato Italiane) ma la convivenza fra i vari operatori si è realizzata principalmente attraverso l'affitto dell'ultimo miglio da parte degli altri operatori in regime di ULL o attraverso i DSLAM dell'incumbent. Per connessioni (destinate principalmente all'utenza professionale) che non utilizzino il doppino telefonico l'ultimo miglio viene generalmente steso (e rimane pertanto di sua proprietà) dall'operatore che fornisce il servizio o dal cliente stesso.